# Puebla internationella flygplats

Puebla internationella flygplats, egentligen Aeropuerto Internacional de Puebla Hermanos Serdán, är Puebla de los Ángeles internationella flygplats. Flygplatsen ligger i kommunen Huejotzingo 23 kilometer nordväst om den mexikanska staden Puebla.
Den fungerar som en alternativ flygplats till Mexico City och är en del av huvudstadsområdets flygplatsgrupp tillsammans med Licenciado Adolfo López Mateos International Airport (Toluca de Lerdo), General Mariano Matamoros Airport (Cuernavaca) och Aeropuerto Intercontinental de Querétaro (Queretaro).
2008 hade flygplatsen 551 000 passagerare.

## Flygbolag och destinationer

### Inrikes
| Flygbolag                       | Destinationer                |
| ------------------------------- | ---------------------------- |
| Aeroméxico / Aeroméxico Connect | Monterrey                    |
| Volaris                         | Cancún, Guadalajara, Tijuana |

### Utrikes
| Flygbolag                                   | Destinationer            |
| ------------------------------------------- | ------------------------ |
| Continental Airlines / ExpressJet Airlines) | Houston-Intercontinental |